# Klytia
Klytia (także Klytie; gr. Κλυτία Klytía, Κλυτίη Klytíē, łac. Clytia, Clytie) – w mitologii greckiej jedna z okeanid.
Uchodziła za córkę tytana Okeanosa i jego małżonki Tetydy. Zakochał się w niej Helios, ale wkrótce porzucił ją dla Ino. W zemście doniosła o romansie ojcu Leukotoe, Kadmosowi za co Apollo przemienił ją w heliotrop.